# Rättfärdiggörelse
Rättfärdiggörelse (på latin iustificatio) är i kristen teologi en process där Gud, som en oförtjänt gåva, befriar människan från följderna av hennes synd, så kallad negativ imputation (som bland andra den romersk-katolska kyrkan lär). I evangelisk-luthersk teologi innefattar rättfärdiggörandet även en positiv imputation. Det vill säga tillräknandet av Jesu helighet till den enskilda människan. En förutsättning för detta är att Kristus tagit på sig straffet för människans onda handlingar. Andra viktiga förutsättningar är att människan inser att hon behöver rättfärdiggörelsen, tror på att den är möjlig och tar emot den som en gåva från Gud. 
Rättfärdiggörelse är besläktat med förlåtelse, och innefattar förlåtelse som en viktig del; ändå bör de två begreppen hållas isär, emedan rättfärdiggörelsen innebär mycket mer. Gud låter sin egen fulländade rättfärdighet räknas en människa till godo, trots att hon inte förtjänar det. Denna gåva bryter mot många mänskliga föreställningar om rättvisa, eftersom människan fortsätter att synda. Man kan dock säga, att rättfärdiggörelsen förebådar det slutliga resultatet av Guds omvandling av människans sinnelag: den kristuslikhet som ska komma till stånd i den himmelska världen.
För en människa som söker frälsning ligger det nära till hands att vilja förbättra sitt beteende, för att sedan kunna se sin egen moraliska hållning som en grund för frälsningen. Men budskapet om rättfärdighet från Gud är att det bara finns en punkt där människan kan förankra sitt evighetshopp: Jesus och hans död på korset.

## Aposteln Paulus och Martin Luther
Detta för kristendomen centrala begrepp etablerades ursprungligen av Paulus. Han förklarar det framför allt i två brev, Romarbrevet och Galaterbrevet. Där introduceras termen rättfärdighet från Gud, som betydde mycket för Martin Luthers tänkande. Där betonas också läran att rättfärdiggörelsen sker på grund av tro, och inte på grund av laglydnad. 
| ”                     | Men nu har Gud uppenbarat en rättfärdighet som inte beror av lagen men som lagen och profeterna har vittnat om – en rättfärdighet från Gud genom tron på Jesus Kristus, för alla dem som tror. Här görs ingen åtskillnad. Alla har syndat och gått miste om härligheten från Gud, och utan att ha förtjänat det blir de rättfärdiga av hans nåd, eftersom han har friköpt dem genom Kristus Jesus. Gud har låtit hans blod bli ett försoningsoffer för dem som tror … Ty vi menar att människan blir rättfärdig på grund av tro, oberoende av laggärningar. | „ |
| – Romarbrevet 3:21–28 | |   |

| ”                   | Ty vad säger skriften? Abraham trodde på Gud och därför räknades han som rättfärdig. Den som har gärningar att peka på får sin lön inte som en nåd utan som en rättighet. Den däremot som står utan gärningar men tror på honom som gör syndaren rättfärdig, han får sin tro räknad som rättfärdighet. Så prisar också David den människa salig som Gud räknar som rättfärdig oberoende av hennes gärningar: Saliga de vilkas överträdelser är förlåtna och vilkas synder är utplånade. Salig den som Herren inte tillräknar synd. | „ |
| – Romarbrevet 4:3–8 | |   |